# Nesploy
Nesploy é uma comuna francesa na região administrativa do Centro, no departamento Loiret. Estende-se por uma área de 13 km². Em 2010 a comuna tinha 370 habitantes (densidade: 28,5 hab./km²).